# 勐仑银耳
勐仑银耳（学名：Tremella menglunensis）是属于银耳目银耳科银耳属的一种真菌，单生或群生于阔叶林中的阔叶树倒木上钢色炭团菌（Hypoxylon chalybaeum）的子座和子囊壳上。该种分布于中国云南西双版纳。